# عبد الصمد روميرو
أنطونيو روميرو رومان (17 مايو 1953م -) شخصية فكرية ومدنية اندلسية، غير اسمه إلى عبد الصمد روميرو بعد إسلامه، وهو مستشار كبير بالإيسيسكو ومسؤول عن اللجنة الثقافية بالمنظمة خارج العالم العربي. أسس في عام ١٩٩٢ مؤسسة الثغرة الثقافية وهي الآن مقر كلية للدراسات الأندلسية شمال غرناطة دورها الاساسي العمل للحفاظ على التراث الأندلسي. 
هو عضو بهيئة المخطوطات الإسلامية، التي تتخذ من جامعة كامبردج مقرا لها، وترأسها إلى غاية سنة 2014. كما يشغل منصب نائب رئيس «جمعية بشرى» الخيرية والتي أسست مدرسة ومستوصف بقرية قرب عاصمة غامبيا. عمل واسس العديد من المشاريع الثقافية الوقفية المتعلقة بالاندلس والاندلسيين، كما كان له دور كبير في العمل الإسلامي وتأسيس العديد من المساجد في البلاد.

## مسيرته
ولد في بويبلا دي دون فادريكي بمقاطعة غرناطة سنة 1953، وسط عائلة كبيرة وعريقة في المنطقة. خلال سبعينيات القرن العشرين جال عدة بلدان، وعاش أزمة روحية وهو في السابعة عشرة، ثم عرف الهيبيز في كاليفورنيا. خلال أيام دراسته وإقامته بالحي القديم في غرناطة، كان يبحث في الموسيقى الكلاسيكية، فتأثر بالموشحات الأندلسية، ثم سمع القرآن من خلال جيرانه المسلمين فانجذب لدينهم، فقام بعدة رحلات إلى المغرب لدراسة اللغة العربية، وهناك التقى بكبار شيوخ الطرق الصوفية، وكان يشارك في قراءة القرآن بحلقاتهم، وبعدها بعامين اقتنع بالإسلام وأشهر إسلامه عام 1980، كما أسلمت معه زوجته وأبنائه ووالده ووالدته، ثم شقيقان له أيضا، علما بأنه ينحذر من أصول موريسكية عن طريق عائلة والدته. اعتنق الديانة الإسلامية عام 1980. وبعد اعتناقه، انتقل عام 1984 مع أسرته إلى مكة المكرمة واستقر بها إلى غاية 1996، حيث درس في جامعة أم القرى، المتخصصة في اللغة العربية والدراسات الإسلامية.
انتقل بعد ذلك إلى جامعة سراييفو لتحضير الدكتوراه في علم الاجتماع، وعمل هناك نيابة عن الأمم المتحدة للدفاع عن حقوق الشعب البوسني. كما كان يعمل هناك كمراسل حرب لوسائل إعلامية من العالم الإسلامي والعالم العربي. لم يستطع انهاء درساته بسبب تدمير الصرب لمنشآت ومعدات الجامعة وحصار سراييفو. بعد هذه التجربة، وعند عودته إلى إسبانيا عام 1996 شارك في الانتخابات البلدية عن حزب يساري، وأصبح نائب عمدة بويبلا دي دون فادريكي لمدة 4 سنوات. واستمر بالمشاركة في الحياة السياسية للقرية كعضو في مجلس البلدية، حيث شغل منصب مستشار لشؤون الزراعة والبيئة في البلدية. كما أسس حزبا مستقلا.

### مؤسسة الثغرة
في عام 2000م دشن مؤسسة الثغرة الثقافية، وهي في الأساس مجمع ثقافي يعنى بحفظ التراث في الأندلس، وتمخضت عن تلك المؤسسة كلية الدراسات الأندلسية، التي أسسها سنة 2002، وعقد اتفاقا مع جامعة الأزهر لتدرس بالكلية المواد الشرعية، إضافة إلى تاريخ الأندلس والتراث الإسلامي الموجود بها خاصة المخطوطات. وقد تولى إدارتها بنفسه، واعترفت بها، بالإضافة لجامعة الأزهر، اتحاد جامعات العالم الإسلامي، وتم افتتاحها رسميا في ديسمبر كانون الأول عام 2003. والتحق بها في أول عام نحو 700 طالب درسوا من خلال الإنترنت. وافتتح عدة أقسام بالكلية، أحدهما للبحوث، وآخر للمخطوطات الأندلسية؛ متخصص بجمع تلك المخطوطات وترميمها. وتتميز المكتبة بنسخة طبق الأصل من مصحف عثمان المحفوظ في إسطنبول، والذي أهدي من حكومة تركيا إلى المركز كنسخة خاصة بإسبانيا.
يقع مقر مؤسسة الثغرة وكلية الدراسات الإسلامية بمزرعة “Alqueria de rosales” أو قرية الورود، القريبة عن بويبلا دي دون فادريكي، أقصى الشمال الشرقي لمقاطعة غرناطة. وتتميز المزرعة بالاكتفاء الذاتي من خلال تربية الحيوانات والزراعة الطبيعية المحافظة للبيئة.

## وصلات خارجية
- عبد الصمد روميرو على الجزيرة توك.
- المورسكيون - الجزء الثاني على برنامج تحت المجهر.